# Kadarinatha, Bangarapet
Kadarinatha là một làng thuộc tehsil Bangarapet, huyện Kolar, bang Karnataka, Ấn Độ.